# Landelijke Studentenvakbond

Logo LSVb

De Landelijke Studentenvakbond, afgekort LSVb, is een federatie van lokale studentenvakbonden in Nederland. De LSVb is opgericht in 1983 en komt evenals het Interstedelijk Studenten Overleg op voor de belangen van alle studenten aan hbo en universiteit in Nederland.
De LSVb wordt geleid door een bestuur van (meestal) vijf studenten. Dit bestuur heeft regelmatig overleg met de bewindspersoon voor het hoger onderwijs, maar ook met de VSNU, de Vereniging Hogescholen en andere relevante organisaties.

## Activiteiten
De LSVb haalt vooral het nieuws wanneer de vakbond protesten organiseert, bijvoorbeeld wanneer bezuinigingen in het hoger onderwijs dreigen of wanneer het collegegeld verhoogd wordt. In de jaren tachtig, onder minister van Onderwijs Deetman, boekte de LSVb naar eigen zeggen grote successen en wist hij bij protestacties duizenden studenten te mobiliseren. Ook bij het aantreden van minister Jo Ritzen in de jaren negentig gingen deze grootschalige protesten door. Lange tijd had de overheid weinig aandacht voor onderwijskwaliteit en studeerbaarheid. In de wat minder publiciteit trekkende politieke lobby en congressen van de LSVb zijn dit sinds begin jaren negentig de speerpunten. Ook in de 21ste eeuw is de LSVb actief, met protesten tegen de bezuinigingsplannen van het kabinet-Balkenende en voortgaande aandacht voor studeerbaarheid, toegankelijkheid en huisvesting. Ook op het gebied van internationale solidariteit is de bond altijd actief geweest.
Voor individueel (juridisch) advies, klachten en informatie over onderwijsrecht, studiefinanciering, huurrecht en overige problemen kunnen studenten terecht bij de studentenlijn. De juridische dienst van de LSVb en de steunpunten van lokale bonden helpen dagelijks veel studenten per mail, telefoon of via spreekuren. Naast de studentenlijn heeft de LSVb zijn eigen trainingsbureau. Het bureau is in 2005 opgezet, omdat er behoefte was aan kwalitatief goede trainers die hun ervaring vanuit de medezeggenschap en andere studentenorganisaties konden overdragen. ToM trainers hebben toegang tot de kennis en ervaring van de LSVb, zijn medewerkers en achterban.
De LSVb werkt nauw samen met 2 stichtingen die medezeggenschap bevorderen: Het SOM en het LOF, die medezeggenschap bevorderen op respectievelijk het hbo en het wo.

## Geschiedenis
De LSVb werd in 1983 in Delft opgericht, maar de geschiedenis van het studentenvakbondswezen gaat verder terug. In 1963 werd in Nederland de Studentenvakbeweging, afgekort de SVB, opgericht. Dit gebeurde naar voorbeeld van de Franse Union Nationale des Étudiants Français. De SVB maakte zich in deze jaren hard voor studiekostenvergoeding en andere materiële belangenbehartiging van de student. Naarmate de jaren 60 vorderden, verpolitiseerde de SVB en werd steeds linkser. In 1968 vonden er in Frankrijk grote studentenrellen plaats. Het bleef in Nederland in eerste instantie rustig, maar een jaar later was er de fameuze bezetting van het Maagdenhuis. De SVB ging niet lang hierna ten onder aan verdere radicalisering.
In 1971 werd het Landelijk Overleg Grondraden (LOG) opgericht. In het LOG waren deels dezelfde clubs vertegenwoordigd als binnen de SVB en dit kan dan ook als een soort doorstart worden gezien.

## Lidbonden
De LSVb heeft een federale structuur waarbij lokale lidbonden via de Algemene Ledenvergadering (ALV) het beleid van de landelijke bond bepalen. Aspirantleden zijn leden in wording en hebben geen stemrecht op de ALV. De volgende studentenvakbonden zijn bij de LSVb aangesloten:
| Naam                                                  | Afkorting | Stad       | Onderwijsinstelling(en)                                                                                                |
| ----------------------------------------------------- | --------- | ---------- | --- |
| Studentenvakbond AKKU                                 | AKKU      | Nijmegen   | Radboud Universiteit Nijmegen, Hogeschool van Arnhem en Nijmegen                                                       |
| ASVA Studentenvakbond                                 | ASVA      | Amsterdam  | Universiteit van Amsterdam, Hogeschool van Amsterdam, ROC van Amsterdam                                                |
| Groninger Studentenbond                               | GSb       | Groningen  | Rijksuniversiteit Groningen en de Hanzehogeschool Groningen                                                            |
| Haagse Studentenvakbond                               | HSVB      | Den Haag   | Haagse Hogeschool, Universiteit Leiden                                                                                 |
| Leidse Studenten Belangenorganisatie                  | LSBo      | Leiden     | Universiteit Leiden, Hogeschool Leiden en Webster University Leiden                                                    |
| Student Alliance Wageningen                           | SAW       | Wageningen | Wageningen University & Research en Aeres Hogeschool Wageningen                                                        |
| Studenten Overleg Orgaan Zwolle                       | SOOZ      | Zwolle     | Christelijke Hogeschool Windesheim, Katholieke Pabo, Viaa en ArtEZ                                                     |
| STUUR Rotterdam                                       | STUUR     | Rotterdam  | Erasmus Universiteit Rotterdam, Hogeschool Rotterdam, Inholland, Zadkine of Albeda                                     |
| Studentenvakbond SRVU                                 | SRVU      | Amsterdam  | Vrije Universiteit Amsterdam                                                                                           |
| Student Union Eindhoven (aspirant)                    | SUE       | Eindhoven  | Technische Universiteit Eindhoven, Fontys Hogeschool                                                                   |
| Federale Unie van Studenten Tilburg (aspirant)        | F.U.S.T.  | Tilburg    | Tilburg University, Fontys Hogeschool, Roc tilburg                                                                     |
| VIDIUS studentenunie                                  | VIDIUS    | Utrecht    | Universiteit Utrecht en de Hogeschool Utrecht                                                                          |
| Vereniging voor Studie- en Studentenbelangen te Delft | VSSD      | Delft      | Technische Universiteit Delft, Inholland (vestiging Delft), De Haagse Hogeschool (tegenwoordig ook gevestigd in Delft) |

## Bekende oud-bestuurders
- Carline van Breugel (Tweede Kamerlid namens D66)
- René Danen (voorzitter stichting Nederland Bekent Kleur)
- Sharon Gesthuizen (voormalig Tweede Kamerlid namens SP)
- Robert Giesberts (voormalig wethouder namens GroenLinks in Utrecht)
- Rik Grashoff (voormalig Tweede Kamerlid namens GroenLinks)
- Mariëtte Hamer (voormalig Fractievoorzitter in de Tweede Kamer namens PvdA)
- Kysia Hekster (Correspondent Brussel bij de NOS)
- Maarten van Poelgeest (voormalig wethouder namens GroenLinks in Amsterdam)
- Judith Sargentini (voormalig lid van het Europees Parlement namens GroenLinks)
- Linda Voortman (voormalig Tweede Kamerlid namens GroenLinks)
- Jan Vos (voormalig Tweede Kamerlid namens PvdA)
- Lisa Westerveld (Tweede Kamerlid namens GroenLinks)
- Dennis Wiersma (Minister voor Primair en Voortgezet Onderwijs namens de VVD)

### Lijst voorzitters
| Van  | Tot   | Naam                  |
| ---- | ----- | --------------------- |
| 1983 | 1984  | Mariëtte Hamer        |
| 1984 | 1986  | Harm Hartman          |
| 1986 | 1987  | Marten Teitsma        |
| 1987 | 1989  | Maarten van Poelgeest |
| 1989 | 1989  | Nicky de Hiep         |
| 1989 | 1990  | Jaap de Bruijn        |
| 1990 | 1991  | Robert Giesberts      |
| 1991 | 1992  | René Danen            |
| 1992 | 1993  | Simone van Geest      |
| 1993 | 1994  | Trudy Jansen          |
| 1994 | 1995  | Kysia Hekster         |
| 1995 | 1996  | Mike Riegel           |
| 1996 | 1997  | Christel Grimbergen   |
| 1997 | 1998  | Larissa Pans          |
| 1998 | 1999  | Marije Lieuwens       |
| 1999 | 2001  | Fransien van ter Beek |
| 2001 | 2002  | Sofie Joosse          |
| 2002 | 2003  | Noortje van der Meij  |
| 2003 | 2004  | Merijn de Jong        |
| 2004 | 2004  | Floris van Eijk       |
| 2004 | 2005  | Kim Toering           |
| 2005 | 2006  | Jonathan Mijs         |
| 2006 | 2007  | Irene van den Broek   |
| 2007 | 2007  | Koen Wassink          |
| 2007 | 2009  | Lisa Westerveld       |
| 2009 | 2010  | Gerard Oosterwijk     |
| 2010 | 2011  | Sander Breur          |
| 2011 | 2012  | Pascal ten Have       |
| 2012 | 2013  | Kai Heijneman         |
| 2013 | 2014  | Jorien Janssen        |
| 2014 | 2015  | Tom Hoven             |
| 2015 | 2015  | Sara Spano            |
| 2015 | 2016  | Stefan Wirken         |
| 2016 | 2017  | Jarmo Berkhout        |
| 2017 | 2018  | Tariq Sewbaransingh   |
| 2018 | 2018  | Geertje Hulzebos      |
| 2018 | 2019  | Carline van Breugel   |
| 2019 | 2020  | Alex Tess Rutten      |
| 2020 | 2021  | Lyle Muns             |
| 2021 | 2022  | Ama Boahene           |
| 2022 | 2023  | Joram van Velzen      |
| 2023 | 2024  | Elisa Weehuizen       |
| 2024 | Heden | Abdelkader Karbache   |